# ماراثون شيكاغو
ماراثون شيكاغو هو سباق ماراثون سنوياً يقام في شهر أكتوبر بمدينة شيكاغو وهو واحد من ضمن أهم 6 سباقات ماراثون في العالم.